# Elisa Molinari
Elisa Molinari est une physicienne italienne de l'Université de Modène et Reggio Emilia et membre du CNR en Italie, avec plus de trente ans d'expérience dans la simulation des matériaux et des nanosystèmes et leurs spectroscopies. Ses intérêts de recherche portent sur la science computationnelle des matériaux et les nanotechnologies. Elle est particulièrement active dans la théorie des propriétés fondamentales des structures de basse dimensionnalité, dans la simulation de nanodispositifs et dans le développement de méthodes de calcul associées.

## Biografie
Depuis 2001, elle est professeur titulaire de physique de la matière condensée à l'Université de Modène et Reggio Emilia (Département de physique, informatique et mathématiques) en Italie. Depuis 2015, elle est coordinatrice de MaX – Materials design at the exascale, le centre d'excellence européen pour la simulation haute performance de la matière. Auparavant, elle a occupé des postes de recherche au CNR de Rome, au Max Planck Institute for Solid State Research de Stuttgart, et à Grenoble.
Molinari a coordonné des projets européens et nationaux portant sur les propriétés fondamentales des matériaux, ainsi que sur les approches combinées computationnelles et expérimentales des nano(bio)systèmes.
Elle est active dans des initiatives visant à promouvoir la participation des femmes dans les filières scientifiques : elle a cofondé l'Associazione donne e scienza en Italie, ainsi que le Groupe de travail de le IUPAP sur les femmes en physique en 1999, et la série de conférences internationales associée.

## Distinctions
Molinari a obtenu le statut de Fellow de l'American Physical Society, après avoir été nommée par le Forum sur la Physique Internationale en 1999, pour "sa contribution à la théorie des semi-conducteurs et de leurs interfaces, en particulier son travail fondamental sur l'interaction électron-électron et électron-phonon dans les nanostructures ; et pour son engagement dans la formation de jeunes théoriciens de nombreux pays ainsi que dans l'organisation de conférences internationales."

## Publications selectionnées
Molinari a publié plus de 280 articles scientifiques dans des revues internationales de premier plan:
- MAH Bertran et al., "Understanding the irreversible lithium loss in silicon anodes using multi-edge X-ray scattering analysis", arXiv e-prints, arXiv: 2410.05794 (2024)
- Sun et al, "Evidence for equilibrium exciton condensation in monolayer WTe2", Nature Physics 18, 94 (2022).
- Ataei et al, "Evidence of ideal excitonic insulator in bulk MoS2 under pressure", Proc Natl Acad Sci USA, 118, e2010110118 (2021).
- D. Varsano et al, "A monolayer transition-metal dichalcogenide as a topological excitonic insulator", Nature Nanotechnology 15, 367 (2020)
- P. D'Amico et al, "Intrinsic edge excitons in two-dimensional MoS2", Phys. Rev. B 101, 161410 (2020)
- M.O. Atambo et al, "Electronic and optical properties of doped TiO2 by many-body perturbation theory", Phys. Rev. Materials 3, 045401 (2019)
- A. Portone et al, "Tailoring optical properties and stimulated emission in nanostructured polythiophene", Scientific Reports 9, 7370 (2019)
- J.O. Island et al, "Interaction-Driven Giant Orbital Magnetic Moments in Carbon Nanotubes", Phys. Rev. Letters 121, 127704 (2018)
- D. Varsano et al, "Carbon nanotubes as excitonic insulators", Nature Comm. 8, 1461 (2017)
- A. De Sio et al, "Tracking the coherent generation of polaron pairs in conjugated polymers", Nature Comm. 7, 13742 (2016)
- L. Bursi et al, "Quantifying the Plasmonic Character of Optical Excitations in Nanostructures", ACS Photonics 3, 520 (2016)
- G. Soavi et al "Exciton-exciton annihilation and biexciton stimulated emission in graphene nanoribbons", Nature Comm.7, 11010 (2016)
- S. Falke et al, "Coherent ultrafast charge transfer in an organic photovoltaic blend", Science 344, 1001 (2014)
- R. Denk et al, "Exciton Dominated Optical Response of Ultra-Narrow Graphene Nanoribbons", Nature Comm 5, 4253 (2014)
- C. A. Rozzi et al, "Quantum coherence controls the charge separation in a prototypical artificial light-harvesting system", Nature Comm 4, 1602 (2013)
- P. Ruffieux et al, "Electronic Structure of Atomically Precise Graphene Nanoribbons", ACS Nano 6, 6930 (2012)
- S. Kalliakos et al, "A molecular state of correlated electrons in a quantum dot", Nature Physics 4, 467 - 471 (2008)
- D. Prezzi et al, "Optical properties of graphene nanoribbons: The role of many-body effects", Phys Rev B77, 041404 (2008)
- A. Ferretti et al, "Mixing of electronic states in pentacene adsorption on copper", Phys Rev Lett 99, 046802 (2007)
- J. Maultzsch et al, "Exciton binding energies in carbon nanotubes from two-photon photoluminescence", Phys Rev B 72, 241402 (2005)
- A. Ferretti et al, "First-principles theory of correlated transport through nanojunctions", Phys Rev Lett 94, 116802 (2005)

## References
1. 1 2 3  « CECAM - From women’s eyesFrom women’s eyes », sur www.cecam.org (consulté le 5 février 2025)
2. ↑  « Elisa Molinari | MaX », sur www.max-centre.eu (consulté le 5 février 2025)
3. ↑  (en-GB) « Prof. Elisa Molinari », sur MUSIQ (consulté le 5 février 2025)
4. ↑  (en) « APS General Fellowship », sur www.aps.org (consulté le 11 février 2025)
5. ↑  (en) « Honors and Award Winners », sur www.aps.org (consulté le 11 février 2025)
6. 1 2  (en) « Honors and Award Winners », sur www.aps.org (consulté le 11 février 2025)
7. ↑  (en-GB) « Publications | CNR Istituto Nanoscienze », 26 décembre 2021 (consulté le 11 février 2025)